# Van Sandick
Van Sandick is een uit Wijk bij Duurstede afkomstig geslacht dat verschillende bestuurders voortbracht.  

Familiewapen van Sandick

## Geschiedenis
De stamreeks begint met Jan Jacobsz van Sandick die vanaf 1589 vermeld wordt te Wijk bij Duurstede. In 1910, 1944 en 1989 werd de familie opgenomen in het Nederland's Patriciaat. Voorts zijn leden van dit geslacht de tegenwoordige eigenaars van de (voormalige) heerlijkheid van de Lek.

## Enkele telgen
- Dr. Lodewijk van Sandick (1647-1711), raad in de vroedschap en burgemeester van Weesp
- Johan van Sandick (1680-1718), raad in de vroedschap, schepen en burgemeester van Wijk bij Duurstede
- Jan van Sandick (1688-1722), burgemeester en raad in de vroedschap van Wijk bij Duurstede
- Johan Alexander van Sandick (1727-1763), bewindhebber West-Indische Compagnie, lid Staten van Friesland, gedeputeerde ter Staten Generaal, beschuldigde zijn schoonvader van incest met twee van zijn dochters; trouwde in 1758 met Amelie Henriette Wilhelmine van Haren (1738-1800), dochter van politicus en dichter Onno Zwier van Haren waarna de voornamen Onno Zwier tot op heden in de familie Van Sandick voorkomen
- Onno Zwier van Sandick (1759-1822), luitenant-generaal
- Mr. Onno Zwier van Sandick (1805-1883), burgemeester
- Anna van Sandick (1818-1904), kunstschilderes, lid Koninklijke Academie voor Beeldende Kunsten te Amsterdam
- Ir. Rudolf Adriaan van Sandick (1855-1933),waterbouwkundige, lid gemeenteraad en wethouder van 's-Gravenhage, lid Provinciale Staten van Zuid-Holland,
- Mr. Hendrik Willem van Sandick (1865-1930), gouvernementssecretaris van Suriname, lid en president Hoog Militair Gerechtshof
- Leonard Hendrik Willem van Sandick (1876-1936), gouverneur van Sumatra's Oostkust, lid van de Raad van Nederlands-Indië
- Andries Adriaan van Sandick (1898-1962), directeur en president Nederlandsche Handel-Maatschappij
- Rudolf Adriaan van Sandick (1908-1981), burgemeester
- Mr. Leonard Hendrik Willem van Sandick (1933), advocaat, voorzitter Loeff & Van der Ploeg, advocaten en notarissen te Rotterdam